# مايسي ريتشاردسون-سيلرز
مايسي ريتشاردسون-سيلرز (بالإنجليزية: Maisie Richardson-Sellers)‏ هي ممثلة بريطانية، ولدت في 2 مارس 1992 بلندن في المملكة المتحدة. بدأت مشوارها المهني سنة 2011.

## أعمال

### أفلام
- (2015)  القوة تنهض[4]

### مسلسلات
- أساطير الغد

## وصلات خارجية
- مايسي ريتشاردسون-سيلرز على موقع IMDb (الإنجليزية)
- مايسي ريتشاردسون-سيلرز على موقع ميتاكريتيك (الإنجليزية)
- مايسي ريتشاردسون-سيلرز على موقع روتن توميتوز (الإنجليزية)
- مايسي ريتشاردسون-سيلرز على موقع قاعدة بيانات الأفلام العربية
- مايسي ريتشاردسون-سيلرز على موقع ألو سيني (الفرنسية)
- مايسي ريتشاردسون-سيلرز على موقع تيرنر كلاسيك موفيز (الإنجليزية)
- مايسي ريتشاردسون-سيلرز على موقع أول موفي (الإنجليزية)
- مايسي ريتشاردسون-سيلرز على موقع قاعدة بيانات الفيلم (الإنجليزية)
- مايسي ريتشاردسون-سيلرز على موقع ليتربوكسد (الإنجليزية)
- مايسي ريتشاردسون-سيلرز على موقع كينوبويسك (الروسية)